# Antoni Hanebach
Antoni Hanebach, ps. Antoni Gruby, Hrabia, Rytel, Sabała, Wolicki (ur. 16 marca 1895 w Biskowicach, zm. 18 września 1967 w Warszawie) – polski pracownik samorządowy, działacz społeczny, polityk, poseł na Sejm III i IV kadencji w II RP.

## Życiorys
Był synem Jakub i Katarzyny z domu Krocker. Ukończył gimnazjum zdając maturę. Od 1912 roku był członkiem Związku Strzeleckiego, w 1914 roku wstąpił do 1 pułku piechoty Legionów Polskich. Był rotmistrzem w kompanii narciarskiej i w 3. pułku piechoty II Brygady Legionów. W bitwie pod Kostiuchnówką (4–7 lipca 1916 roku) dostał się do niewoli rosyjskiej, skąd zbiegł. Od 1916 roku należał do POW w Białej Cerkwi, był współorganizatorem polskich oddziałów na Kubaniu. Od marca 1918 roku służył w WP na Ukrainie jako oficer wywiadowczy i szef łączności Komendy Głównej Wydziału Werbunkowo-Agitacyjnego (do grudnia 1918 roku) i oficer łącznikowy Naczelnego Dowództwa w Kijowie. Równocześnie pełnił misję w Poselstwie RP. Od stycznia 1919 roku znajdował się w dyspozycji KN 3 POW – był komendantem Okręgu Podolskiego POW w Winnicy oraz referentem prasowym w Zarządzie Cywilnym Ziem Wołynia i Frontu Podolskiego. W czasie wojny polsko-bolszewickiej w 1920 roku walczył w oddziale partyzancko-dywersyjnym przy 6. Armii, w czerwcu 1921 roku został bezterminowo urlopowany z WP. 
W lipcu 1922 roku wybrano go na członka polskiej delegacji w Wołyńskiej Mieszanej Podkomisji Granicznej. W latach 1922–1924 pracował w administracji państwowej, a w okresie 1924–1928 – w samorządowej. Był m.in. sekretarzem Wydziału Powiatowego Sejmiku w Brześciu nad Bugiem. Po odejściu ze służby publicznej przeprowadził się na Polesie, gdzie do 1932 roku był członkiem Wydziału Powiatowego i Wojewódzkiego, Rady Wojewódzkiej, członkiem zarządu oddziału Związku Legionistów i POW oraz sekretarzem wojewódzkim BBWR. Był redaktorem i wydawcą czasopisma „Polesie”. W 1932 roku przeniósł się na teren województwa warszawskiego. W 1933 roku był współzałożycielem Warszawskiego Klubu Społeczno-Politycznego. W 1934 roku był sekretarzem Rady Wojewódzkiej BBWR w Warszawie. 
W wyborach parlamentarnych w 1930 roku został wybrany posłem na Sejm III kadencji (1930–1935) z listy nr 1 (BBWR) z okręgu nr 59, obejmującego powiat brzeski (nadbużański). W kadencji tej należał do klubu BBWR. Pracował w komisjach: morskiej i robót publicznych.
W wyborach parlamentarnych w 1935 roku został wybrany posłem na Sejm IV kadencji (1935–1938) 37 859 głosami z listy państwowej z okręgu nr 12, obejmującego powiaty: płocki, płoński i gostyniński. W kadencji tej należał do klubu Parlamentarna Grupa Województwa Warszawskiego, którego był przewodniczącym. Pracował w komisjach: komunikacji, prawniczej i przemysłowo-handlowej. W marcu 1936 roku został wybrany do specjalnej komisji budowlanej. 
Po wybuchu II wojny światowej działał w konspiracji, w czasie powstania warszawskiego był komisarzem cywilnym przy dowództwie Obwodu Mokotów AK.
Po wojnie w latach 50. pracował m.in. jako kierownik działu produkcji książek i redaktor techniczny w Wydawnictwach Komunikacji i Łączności.

## Ordery i odznaczenia
- Krzyż Niepodległości (4 lutego 1932)[4]
- Krzyż Walecznych
- Srebrny Krzyż Zasługi (4 maja 1929)[2]